# Врбово (Хращина)
45°53′ пн. ш. 16°25′ сх. д. / 45.88° пн. ш. 16.41° сх. д.
Врбово (хорв. Vrbovo) — населений пункт у Хорватії, у Крапинсько-Загорській жупанії у складі громади Хращина.

## Населення
Населення за даними перепису 2011 року становило 292 осіб.
Динаміка чисельності населення поселення:

## Клімат
Середня річна температура становить 10,70 °C, середня максимальна – 25,81 °C, а середня мінімальна – -6,73 °C. Середня річна кількість опадів – 822 мм.
| Клімат поселення                              | Клімат поселення | Клімат поселення | Клімат поселення | Клімат поселення | Клімат поселення | Клімат поселення | Клімат поселення | Клімат поселення | Клімат поселення | Клімат поселення | Клімат поселення | Клімат поселення | Клімат поселення |
| Показник                                      | Січ.             | Лют.             | Бер.             | Квіт.            | Трав.            | Черв.            | Лип.             | Серп.            | Вер.             | Жовт.            | Лист.            | Груд.            |                  |
| Середній максимум, °C                         | 6,39             | 8,61             | 13,24            | 17,36            | 22,48            | 25,81            | 24,99            | 24,34            | 20,19            | 14,93            | 9,29             | 4,90             |                  |
| Середня температура, °C                       | −0,18            | 2,09             | 6,69             | 10,80            | 15,91            | 19,26            | 20,86            | 20,19            | 16,05            | 10,80            | 5,14             | 0,80             |                  |
| Середній мінімум, °C                          | −6,73            | −4,48            | 0,13             | 4,24             | 9,35             | 12,69            | 16,71            | 16,06            | 11,91            | 6,68             | 1,00             | −3,39            |                  |
| Норма опадів, мм                              | 46               | 45               | 52               | 63               | 74               | 90               | 76               | 78               | 77               | 78               | 82               | 61               |                  |
| Середньомісячна швидкість вітру, м/с          | 2.00             | 2.20             | 2.60             | 2.47             | 2.30             | 2.10             | 2.00             | 1.80             | 1.86             | 1.90             | 2.00             | 2.00             |                  |
| Середньомісячна сонячна радіація, кДж/м²·день | 4075             | 6860             | 10616            | 15058            | 19282            | 21294            | 22080            | 19269            | 14179            | 8773             | 4547             | 3293             |                  |
| --------------------------------------------- | ---------------- | ---------------- | ---------------- | ---------------- | ---------------- | ---------------- | ---------------- | ---------------- | ---------------- | ---------------- | ---------------- | ---------------- | ---------------- |
| Джерело:                                      |                  |                  |                  |                  |                  |                  |                  |                  |                  |                  |                  |                  |                  |